# Всемирный день городов
Всемирный день городов (англ. World Cities Day) — установленный ООН день празднования, отмечаемый ежегодно 31 октября. Глобальное празднование, впервые проведенное в 2014 году, организовано «Программой ООН по населенным пунктам (ООН-Хабитат)» в координации с выбранным городом-организатором каждого года.

## История
Всемирный день городов был учрежден 27 декабря 2013 года Генеральной Ассамблеей Организации Объединенных Наций в ее резолюции A/RES/68/239[3], в которой Генеральная Ассамблея «постановляет объявить 31 октября, начиная с 2014 года, Всемирным днем городов, предлагает государствам, системе Организации Объединенных Наций, в частности ООН-Хабитат, соответствующим международным организациям, гражданскому обществу и всем другим соответствующим заинтересованным сторонам отмечать Всемирный день городов и повышать осведомленность о нем». Первый Всемирный день городов был проведен в октябре 2014 года.
Как наследие Expo 2010 в Шанхае, Китай, Всемирный день городов направлен на повышение интереса международного сообщества к глобальной урбанизации, продвижение сотрудничества между странами в поиске возможностей и решении проблем урбанизации, а также содействие устойчивому развитию  городов во всем мире. Праздничный день связан с «Целью 11» в области устойчивого развития, чтобы сделать города «инклюзивными, безопасными, жизнестойкими и устойчивыми».
Общая тема Всемирного дня городов – «Лучший город, лучшая жизнь», и каждый год выбирается новая подтема и место для его глобального празднования, чтобы либо способствовать успехам урбанизации, либо решать конкретные проблемы, возникающие в результате урбанизации.